# Baguette

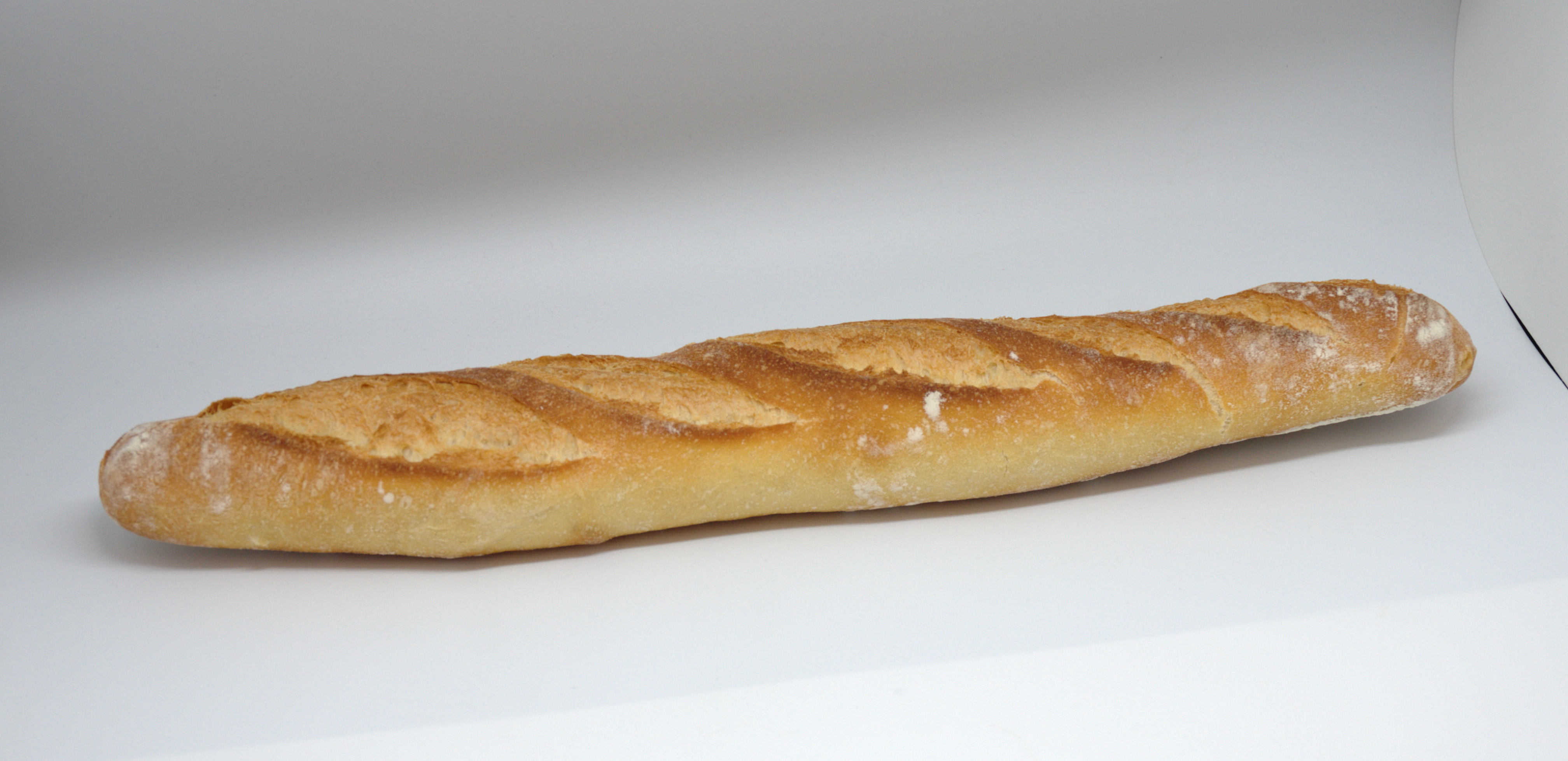
Una Baguette

La baguette (pronunciación en francés: /baˈɡɛt/; ‘varita’) o baguete es una variedad de pan originaria de Francia que se caracteriza por una forma alargada. Es uno de los formatos de pan más conocidos, producidos y consumidos a nivel internacional. Contiene harina de trigo, agua, levadura y sal. 

## Etimología
En francés, baguette originalmente se refería a un palo, barra, varilla u objeto alargado, mientras que el pan propiamente dicho se llamaba baguette de pain (es decir, barra de pan). Proviene a su vez del italiano bacchetta, mismo significado. Compárese con el español «báculo».
Dependiendo de la región en Francia también es conocido como baguette de Paris, o parisienne (en Lorena) o pain français (en Bélgica y Quebec).

## Características

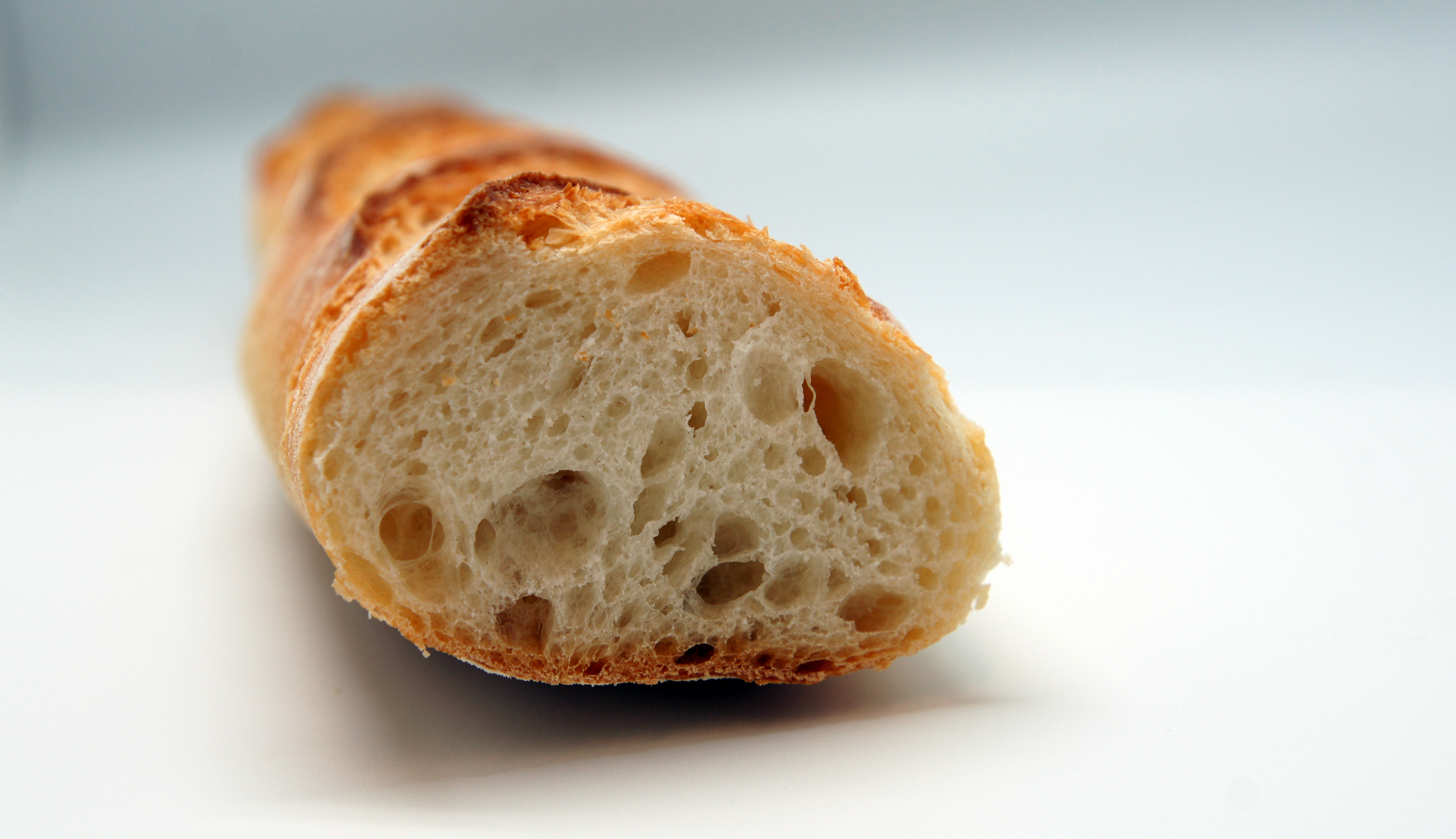
Baguette tradicional francesa

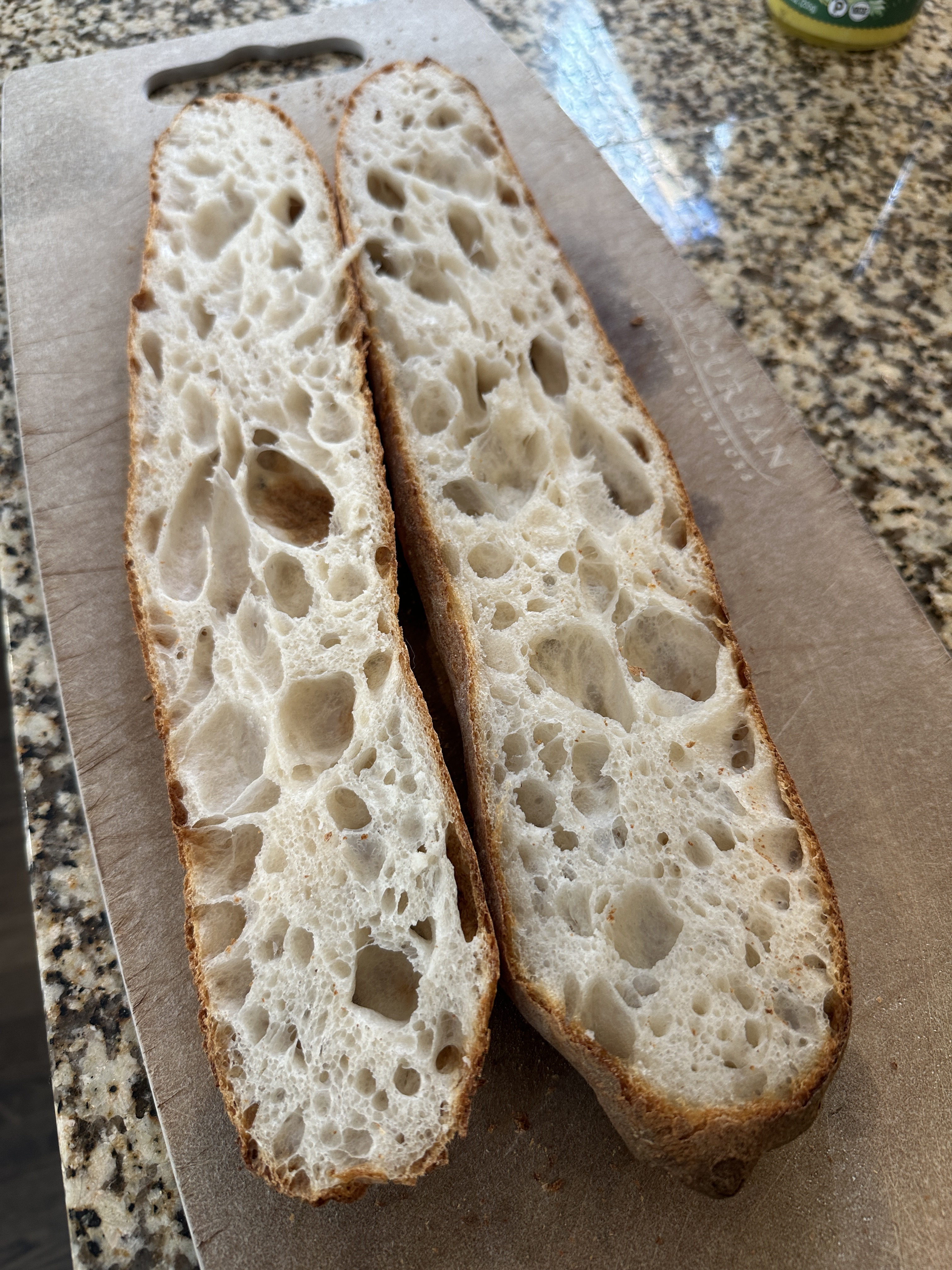

Una baguette estándar mide unos cinco o seis centímetros de ancho por tres o cuatro de alto, y unos 85 centímetros de largo como máximo. Suele pesar 250 gramos. Su masa requiere un amasado especial que produce sus típicas burbujas de aire en su interior. Las pequeñas se utilizan frecuentemente para hacer bocadillos. Estas se conocen como demi-baguettes (media baguette), o tiers y laboyries en Estados Unidos. Las baguettes también pueden ser cortadas en rebanadas y untadas con patés o quesos. Como parte del tradicional desayuno francés, se cortan porciones de baguette que se abren en sentido longitudinal, se untan con mantequilla y mermelada o miel y se mojan en tazones de café, chocolate o té.
Las baguettes se asocian con Francia y especialmente con París, aunque se pueden encontrar por toda Francia y en el mundo entero. En Francia, no todos los "panes largos" son baguettes. Por ejemplo, la flûte es una variante de la baguette y puede ser más fina (también llamada ficelle) o un poco más gruesa, y un pan más gordo es un bâtard. Las leyes de la comida francesa definen a la baguette tradicional como un producto que sólo debe contener los siguientes cinco ingredientes: agua, harina de trigo, levadura y masa madre y sal. Añadir cualquier otro ingrediente a la receta básica implica que el panadero cambie el nombre del producto elaborado.

## Historia
La baguette sería un derivado del pan desarrollado en Viena (Austria) a mediados del siglo XIX, cuando empezaron a funcionar los primeros hornos a vapor, ayudando a que la corteza estuviera crujiente y la miga blanca y agujereada, aspectos que la distinguen hoy día. Hasta octubre de 1920 se hacían grandes panes, pero una ley que no permitía a los panaderos trabajar antes de las 4 de la mañana, hizo imposible hacer las tradicionales piezas de pan a tiempo para el desayuno de los consumidores. La delgada baguette solucionaba el problema porque se podía preparar y cocer mucho más rápido.
El 13 de septiembre de 1993, el gobierno francés reconoció la receta oficial de la baguette y plasmó en una ley la definición de la auténtica baguette, la baguette de tradition, que solo puede hacerse usando métodos antiguos. Esta clasificación fue el resultado de los esfuerzos del historiador Steven Kaplan, especialista en la historia del pan francés desde 1700 hasta 1770. Kaplan instó a los franceses a rechazar la baguette moderna, a la cual calificó de insípida e inodora, en favor de los más sabrosos y originales tipos de pan francés. La clave, sugerida por las investigaciones de Kaplan, es la práctica del siglo XVIII de dejar reposar la levadura durante la noche, lo que redunda en un pan con un color crema por el interior (parecido al blanco familiar) y un sabor y un olor mucho más pronunciado, siendo este último comúnmente considerado como inferior a la baguette moderna.

## Por países

### África
La costumbre de la baguette se extendió por las colonias francesas en África, y hoy en día es un pan habitual en diversos países del África subsahariana, así como el Magreb. Según estadísticas recopiladas por la FAO en colaboración con la Federación Mundial de Panaderos, los primeros consumidores del mundo son los argelinos, con un consumo estimado de 48.600.000 baguettes al día. Sin embargo, el valor de estos datos debe ponerse en perspectiva, dada la magnitud del fraude del peso del pan en el país. En menor medida, también se consumen baguettes en Marruecos y Túnez.

### América
- En algunos países se le conoce como pan flauta, entre ellos Argentina y Chile.
- En Colombia se le conoce comúnmente como pan francés.
- En Costa Rica se le conoce como "melcochón" (en Alajuela) o "bollo de pan", "baguette" (en el resto del país).[10]
- En Cuba hoy día se fabrica y consume en muy pocos sitios. Se hornea en bandejas acanaladas agujereadas y el resultado no difiere mucho de otro tipo de pan. Como aquellos adolece de una baja calidad {en la materia prima o procedimiento} que se destaca pasadas unas 2 horas de haber sido sacado del horno.  El pan flauta es blando y se realiza con receta diferente.
- Venezuela - existe una versión llamada "pan canilla" o simplemente "canilla" que surgió como sustituto de la baguette debido a que se fabrica con mayor rapidez, en tanto que las versiones más pequeñas se les llama "pan francés".[11]

### Asia
En Vietnam, antigua colonia francesa (véase Indochina francesa), el pan baguette fue introducido y evolucionó al bánh mì. En Camboya, un bocadillo o sándwich caliente llamado num pang (នំប៉័ង) se prepara a partir de baguettes.

### Europa
En Francia una estimación de 2015 indicó que se consumían a nivel nacional unas 30 millones de baguettes diarias.
En España, la baguette se clasifica como pan de flama (es decir, pan de miga blanda), en contraposición a los panes de miga dura autóctonos del país (llamados panes candeales). También es común llamar a la baguette como «barra», aunque este es un nombre genérico que puede incluir otros tipos de panes de barra, como la barra fabiola. En Madrid, la baguette es conocida como «pistola». Aunque a mediados de los años 1990 la baguette era prácticamente desconocida en España, para 2015 ya era el producto panadero más consumido a nivel nacional, a pesar de que el 100% de las baguettes que se venden en España son precocidas (ultracongeladas).